# Prokop Miroslav Haškovec

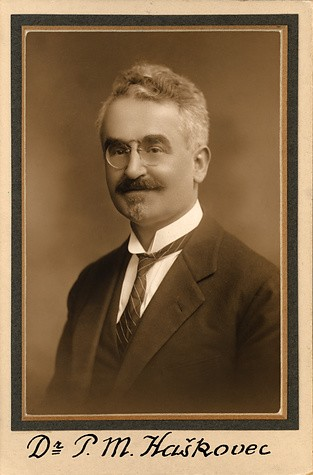
Prokop Miroslav Haškovec

Prokop Miroslav Haškovec  (* 1. Februar 1876 in Bechyně; † 20. Dezember 1935 in Brünn) war ein tschechischer Romanist und Literaturwissenschaftler.

## Leben und Werk
Haškovec  studierte in Prag, Paris und Heidelberg. Er war zuerst Gymnasiallehrer, promovierte bei Jan Urban Jarník mit der Arbeit Rabelais Studie literárně-historick (Prag 1907) und lehrte ab 1908  an der Karls-Universität Prag, ab 1920 als Professor an der Masaryk-Universität in Brünn (dort 1925–1926 auch Dekan).

Haškovec war Ritter der Ehrenlegion.

Prokop Miroslav Haškovec war der Bruder von Ladislav Haškovec.

## Weitere Werke
- Stati literární. R̆ada 1., Prag 1913
- V dvojím zrcadle. Literární stati, Prag 1916
- Počátky novodobého románu francouzského, Prag 1917
- Proudy. Stati z dejin literárních, Prag 1921
- Jihočeská čítanka. Sborník poučných statí o povaze a rázu krajův i životě v jižních Čechách. I, Prag 1921
- Byla George Sand v Čechách?, Brünn 1925
- Francouzské kapitoly, Prag 1930
- (Hrsg.) Život Gargantuův a Pantagruelův, Prag 1930
- Některé úkoly české romanistiky, o. O. 1930